# Lago di Alberese
Il lago di Alberese è stato un bacino lacustre situato presso Alberese, frazione del comune di Grosseto, in Toscana.

## Storia
La piana di Alberese, a sud del fiume Ombrone, era caratterizzata dalla presenza di un ampio specchio d'acqua i cui terreni alle sponde settentrionali erano stati dati nel XV secolo in concessione ai cittadini grossetani dalla Repubblica di Siena e adibiti a bandite per i pascoli. In età medievale il lago di Alberese venne sfruttato principalmente per l'attività di pesca, e ancora nel 1468 è ricordato a Siena come luogo tra i più vantaggiosi nella Maremma grossetana per l'approvvigionamento di pesci, insieme al lago Prile, la bocca d'Ombrone, il lago Bernardo e il lago dell'Accesa.
Nei secoli successivi, a causa dello sfruttamento intensivo e della mancata manutenzione, il lago andò incontro a un progressivo degrado, trasformandosi in una palude. Nelle Relazioni sul governo della Toscana di Pietro Leopoldo del 1787 si legge: «Nel fondo della Giuncola vi sono da 24 moggia di terreno paduloso attenente alla tenuta dell'Alberese: questo padule ha due fossi per cui dovrebbe scolare nell'Ombrone, ma la sua pendenza è tanto piccola che a ogni minima piena l'Ombrone, non solo tiene in collo le acque del padule ma vi entra e lo inonda. Questo padule forma una specie di catino con poco fondo, e con pochissima spesa, prendendo con un fosso le acque dell'Ombrone, si potrebbe rimediare, giacché vi entra anche con pochissima piena». I lavori di bonificamento del lago ebbero inizio dopo il 1839, quando i Lorena acquistarono la tenuta di Alberese. Nel 1843 venne costruito il "fosso scaricatore" con il fine di svuotare l'alveo del lago, ma il risultato non ebbe i risultati sperati e nel 1857 l'ingegnere Alessandro Manetti realizzò un nuovo canale di circa 3 km che aveva il compito di colmare il padule con le acque torbide dell'Ombrone.
In seguito all'unità d'Italia, i lavori di bonifica della piana di Alberese si interruppero; poiché il governo italiano non sembrava avere interesse per la bonifica del padule di Alberese, l'ex granduca Ferdinando IV di Lorena, che era rimasto proprietario della tenuta, intraprese un'opera di risanamento in forma privata con l'escavazione di una rete di canali essiccatori, senza il coinvolgimento del Genio civile di Grosseto. Terminati i lavori nel 1897, la bonifica definitiva dell'ex lago di Alberese trovò compimento negli anni immediatamente successivi alla prima guerra mondiale, con il passaggio della tenuta granducale all'Opera Nazionale Combattenti.